# 대상 (철학)
대상(對象)은 인식과 의지, 욕망과 같은 의식이나 행위가 향한 것들이다. 광의로는 객체와 동일시하기도 하다. 일반적으로 협의인 표적물의 의미로도 사용된다.